# Douma (Liban)
 (août 2025).
Si vous disposez d'ouvrages ou d'articles de référence ou si vous connaissez des sites web de qualité traitant du thème abordé ici, merci de compléter l'article en donnant les références utiles à sa vérifiabilité et en les liant à la section « Notes et références ».

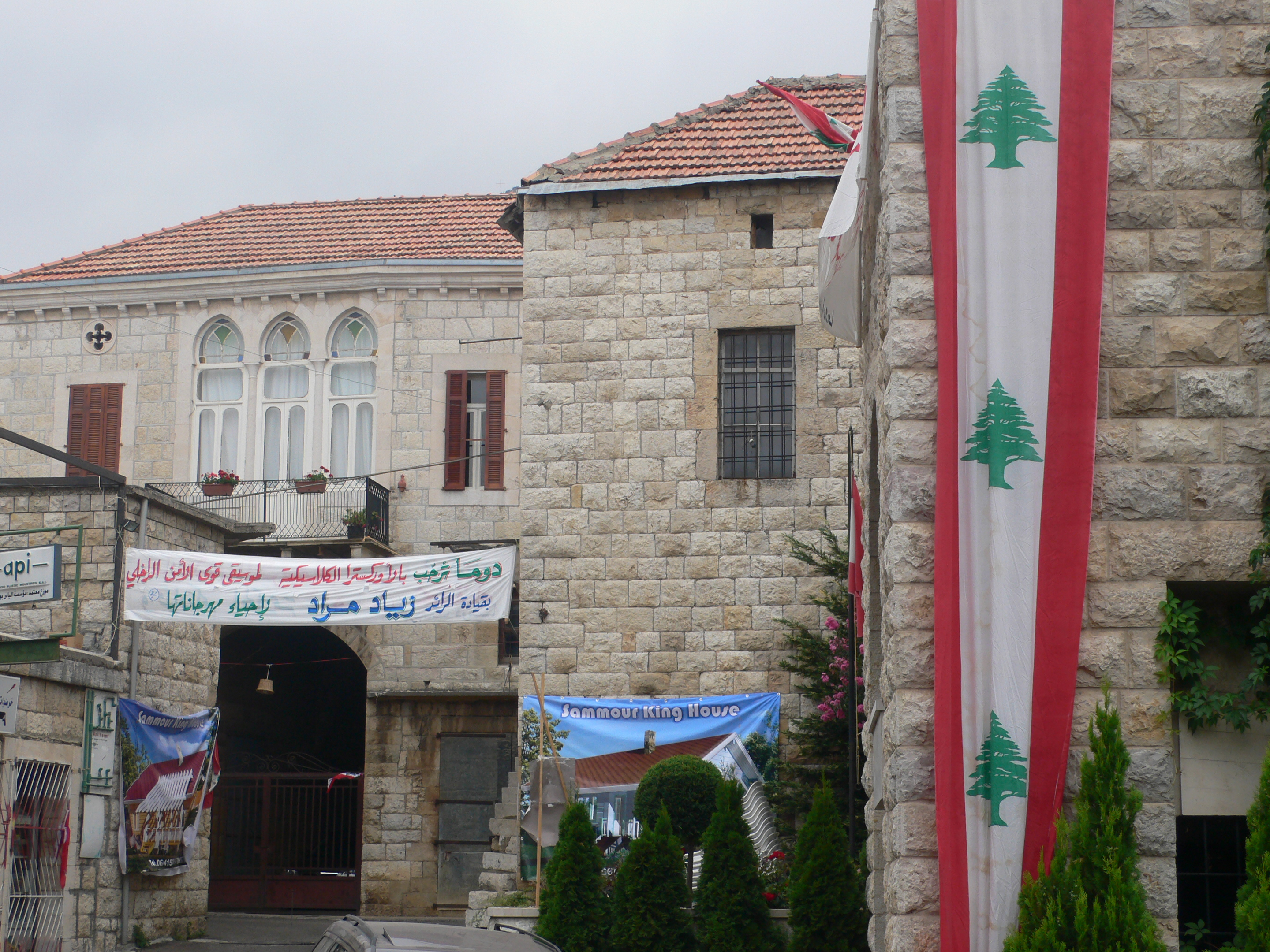
Douma, centre du village en août 2009

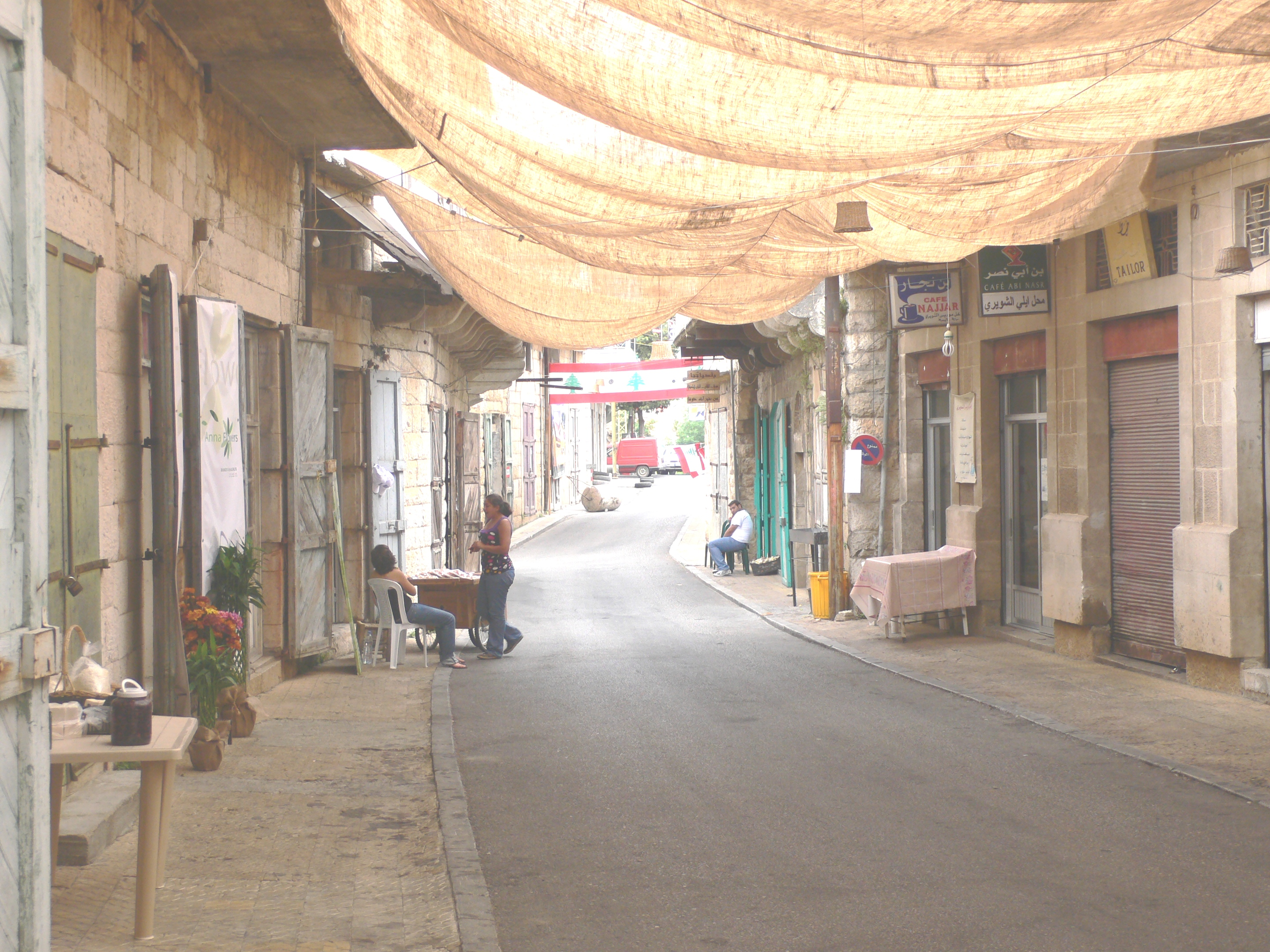
Douma, la rue principale

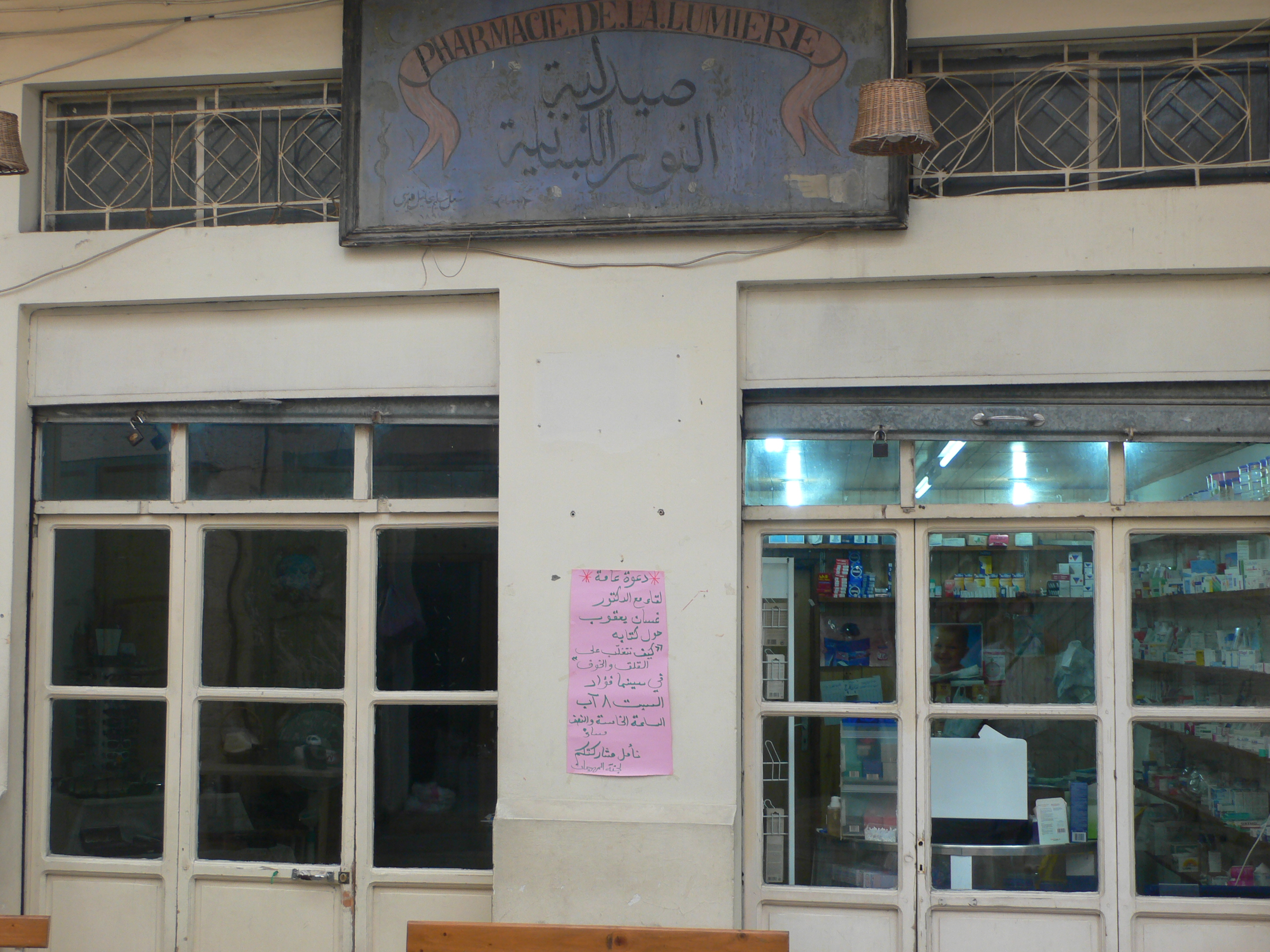
Vitrine de pharmacie à Douma

Douma est un village chrétien au Liban situé à une altitude de 1 000 mètres. Il se trouve à 80 km de Beyrouth, 30 km de Jbeil et 43 km de Tripoli. Douma fait partie du District de Batroun et est connu pour son emplacement dans une vallée entourée de montagnes. Presque toutes ses maisons sont faites de pierres de taille et de tuiles rouges. Sa terre est riche et accueille toutes sortes de plantes, avec une abondance d'oliviers, vignes et pommiers.

## Histoire
Douma a vu passer plusieurs civilisations, parmi elles la Grèce antique, la Rome Antique et les Turcs. Cependant, l'Empire ottoman marqua le plus de son empreinte les habitants de Douma.
Sur la place du village, se trouve un sarcophage datant du IVe siècle av. J.-C., sur lequel une inscription grecque indique qu'il s'agit du tombeau de Castor, qui mourut en 317 av. J.-C.

Dénomination
Douma est également nommée Dūma al-Hadīd (littéralement « Douma de fer ») en raison de l'abondance de fer trouvée dans son sol et du savoir-faire supérieur de ses forgerons. L'industrie de l'armement mise en place sous le règne d'Ibrahim Pacha a incité de nombreux habitants de Choueir à venir s'installer à Douma vu que les opportunités de travail étaient nombreuses à l'époque.

## Tourisme
Douma obtient en 2023 le label Meilleurs villages touristiques de l'Organisation mondiale du tourisme.